# Oliarus kagoshimensis
Oliarus kagoshimensis är en insektsart som beskrevs av Matsumura 1914. Oliarus kagoshimensis ingår i släktet Oliarus och familjen kilstritar. Inga underarter finns listade i Catalogue of Life.